# Tatarská Wikipedie
Tatarská Wikipedie (tatarsky Татар Википедиясе) je jazyková verze Wikipedie v tatarštině. V lednu 2022 obsahovala přes 330 000 článků a pracovalo pro ni 6 správců. Registrováno bylo přes 40 100 uživatelů, z nichž bylo asi 90 aktivních. V počtu článků byla 35. největší Wikipedie. Podobně jako srbochorvatská Wikipedie je psána v latince i cyrilici.